# Dicranomyia (Melanolimonia) emodi
Dicranomyia (Melanolimonia) emodi is een tweevleugelige uit de familie steltmuggen (Limoniidae). De soort komt voor in het Oriëntaals gebied.